# Askham Richard
Askham Richard is een civil parish in het bestuurlijke gebied City of York, in het Engelse graafschap North Yorkshire met 351 inwoners.